# Kirk Cameron
Kirk Thomas Cameron (n. 12 de octubre de 1970) es un actor estadounidense. Es conocido principalmente por su papel de Mike Seaver en la sitcom de ABC, Growing Pains, ("Los problemas crecen" o "¡Ay, cómo duele crecer!"), y por sus papeles en la serie de películas Left Behind: The Movie - Dejado atrás: La película (Desaparecidos) y Fireproof - Prueba de fuego. Es hermano de la actriz Candace Cameron Bure.
Cameron también es un reconocido evangélico y apologista de la fe cristiana, y ha participado en numerosos debates en contra del ateísmo. En la actualidad, es el coanfitrión junto con Ray Comfort del programa de televisión The Way of the Master, que fue doblado al español bajo el título El Camino del Maestro.
Es pastor de la Grace Community Church (iglesia cristiana evangélica Nuevo nacimiento, del Fundamentalismo cristiano y del Cristianismo no denominacional (perteneciente a Alianza Evangélica Mundial)) y hoy es uno de los principales productores de la serie evangélica llamada The Way of the Master y solo protagoniza películas de temática religiosa.

## Biografía

### Comienzos
Cameron nació el 12 de octubre de 1970 en Panorama City, California, Estados Unidos. Es el hermano mayor de la también actriz Candace Cameron, conocida por la serie de televisión Full House (Padres forzosos).
Comenzó su trayectoria profesional como modelo infantil, y trabajó en las series Código rojo y Lou Grant. Interpretó el personaje principal en la serie de televisión Growing Pains. A los quince años hizo su primera aparición en el cine y, más tarde, grabó un vídeo para una campaña antidroga del gobierno estadounidense titulado "Directamente a ti", en el que daba opciones para negarse a consumir estupefacientes.
Tiene actualmente 53 años de edad

## Carrera profesional

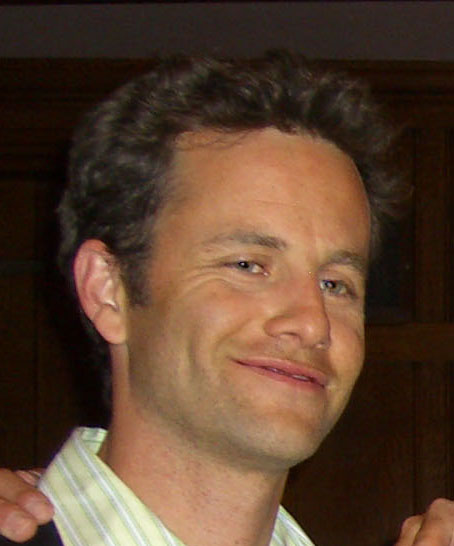
Kirk Cameron en 2007.

En 1985, Cameron protagonizó la serie de televisión Growing Pains, como el personaje de Mike Seaver. Su popularidad creció mucho en los siguientes años y se le consideraba un actor sobresaliente de Hollywood y un ídolo juvenil. Fue nominado dos veces como mejor actor en los premios Globos de Oro por su interpretación en la serie cómica. También participó en la popular serie Touched by an Angel como actor secundario. 
En 2004 apareció de nuevo en el cine con la película de Growing Pains titulada Growing Pains the Movie. En 2001, 2002 y 2005, Kirk fue el protagonista principal en la serie de películas cristianas Left Behind; y también produjo la película cristiana Praise the Lord (2004).
En 2008 obtuvo el papel principal de la película Fireproof (A prueba de fuego), la cual se estrenó el 26 de septiembre de 2008 y tuvo gran recibimiento y difusión, postulándose como una de las películas cristianas más sobresalientes de la historia[cita requerida].

## Vida personal
Kirk Cameron está casado con Chelsea Noble, quien también era actriz de la serie Growing Pains. Actualmente tiene seis hijos, de los cuales cuatro son adoptados. Sus nombres por orden de nacimiento son: Jack, Olivia Rose, Isabella, James Thomas, Anna y Luke. Su hermana, Candace Cameron, también es actriz, y es más conocida por su actuación en la serie Full House.

### Conversión al cristianismo
En su juventud, Kirk Cameron era agnóstico. A los 17 años, en medio del éxito de Growing Pains, fue desarrollando una creencia en Dios debido a un amigo que le pidió que lo acompañara a la iglesia. Allí asegura haber escuchado un gran mensaje de Dios que hizo que transformara su vida por completo y a los 18 años se convirtió al cristianismo.
Más tarde, fundó junto con el evangélico Ray Comfort el ministerio televisivo The Way of the Master, donde actualmente trabaja de presentador.
Cameron también es predicador, apologista y ha participado en algunos debates sobre el ateísmo. Uno de dichos debates fue televisado en el 2007, donde Cameron y Comfort participaron defendiendo la creencia de la existencia de Dios, frente a los ateos Brian Sapient y Kelly O'Conner, en la Iglesia Bautista del Calvario, en Manhattan, Nueva York. 
Como parte de su fe cristiana ha declarado su rechazo al matrimonio entre personas del mismo sexo, declarando que es antinatural, lo que ha sido objeto de controversias y rechazo de parte de la comunidad de Hollywood.
Kirk y su pareja pertenecen a la Iglesia Cristiana Evangélica: Nuevo nacimiento (Cristianismo), Fundamentalismo cristiano, Cristianismo no denominacional (perteneciente a Alianza Evangélica Mundial) y ambos pertenecen a la asociación llamada The Way of the Master y solo protagonizan películas de temática religiosa. Crearon la Fundación The Firefly, donde funciona el Campamento Firefly, un campamento de verano que ofrece a los niños con enfermedades terminales y sus familias vacaciones gratis durante una semana.

## Filmografía

### Cine y televisión
- Lifemark (2022)
- Fuller House (2019)
- Saving Christmas (2014)
- Mercy Rule (2014)
- Unstoppable (2013)
- Monumental (2012)
- Fireproof (2008)
- Night of Joy (2005)
- Left Behind: World at War (2005)
- Growing Pains: Return of the Seavers (2004)
- Left Behind II: Tribulation Force (2002)
- The Miracle of the Cards (2001)
- The Growing Pains Movie (2000)
- Left Behind: The Movie - Dejado atrás: La película (Desaparecidos) (2000)
- You Lucky Dog (1998)
- The Computer Wore Tennis Shoes (1995)
- Star Struck (1994)
- The Horde (1993)
- A Little Piece of Heaven (1991)
- Listen to Me (1989)
- Full House (1987)
- Like Father Like Son (1987)
- The Best of Times (1986)
- Growing Pains (1985)
- Children in the Crossfire (1984)
- More Than Murder (1984)
- Two Marriages (1983)
- Starflight: The Plane That Couldn't Land (1983)
- Beyond Witch Mountain (1982)
- Bret Maverick (1981)
- Goliath Awaits (1981)